# Plogastel-Saint-Germain
Plogastel-Saint-Germain är en kommun i departementet Finistère i regionen Bretagne i västra Frankrike. Kommunen ligger i kantonen Plogastel-Saint-Germain som tillhör arrondissementet Quimper. År 2022 hade Plogastel-Saint-Germain 2 016 invånare.

## Befolkningsutveckling
Antalet invånare i kommunen Plogastel-Saint-Germain
Referens:INSEE